# Belonogaster schulthessi
Belonogaster schulthessi är en getingart som beskrevs av Kojima 2001. Belonogaster schulthessi ingår i släktet Belonogaster och familjen getingar. Inga underarter finns listade.